# Elliott H. Lieb
Elliott H. Lieb (Boston, 31 luglio 1932) è un matematico e fisico statunitense, noto per i suoi contributi in meccanica statistica, fisica della materia condensata e analisi funzionale.

## Riconoscimenti
- 1978 Premio Dannie Heineman per la fisica matematica
- 1988 Premio Birkhoff
- 1992 Medaglia Max Planck
- 1998 Medaglia Boltzmann
- 2001 Premio Schock
- 2003 Premio Henri Poincaré
- 2022 Premio Carl Friedrich Gauss
- 2022 Premio Dirac dell'ICTP